# 变黑黄芩
变黑黄芩（学名：Scutellaria nigricans）为唇形科黄芩属下的一个种。

## 扩展阅读
- 維基物種上的相關：变黑黄芩